# Pyrenopeziza holmiorum
Pyrenopeziza holmiorum är en svampart som tillhör divisionen sporsäcksvampar, och som beskrevs av Andrea Nograsek och Mario Matzer. Pyrenopeziza holmiorum ingår i släktet Pyrenopeziza, och familjen Dermateaceae. Arten är reproducerande i Sverige.